# Antonio Cederna
Antonio Cederna (* 17. Oktober 1921 in Mailand; † 27. August 1996 in Rom) war ein italienischer Publizist, Politiker und Denkmalschutzaktivist.

## Leben
Antonio Cederna wurde als Sohn des italienischen Industriellen und früheren Fußballspielers Giulio Cederna geboren. 
Er studierte in Pavia und wurde in Rom zum Archäologen ausgebildet. Cederna wählte aber bald die publizistische Tätigkeit und schrieb jahrzehntelang in bekannten überregionalen Medien wie „Il Mondo“ „Corriere della Sera“, „La Repubblica“ und „L’Espresso“. Cedernas besonderes Engagement galt dabei dem Gedanken des Denkmal- und Umweltschutzes, und zwar sowohl im Bereich des Urbanismus als auch bezüglich der Kulturlandschaft. Ein hervorragendes Anliegen war ihm die Erhaltung der Via Appia Antica. Er war einer der Mitbegründer der Vereinigung „Italia Nostra“ und ein Kritiker des Wirtschaftswachstums um jeden Preis und der Altstadtzerstörung. Cederna befasste sich auch kritisch mit den urbanistischen Vorstellungen des Faschismus. Nach seinem Tod wurde ein Antonio-Cederna-Preis für Umweltschutz geschaffen und eine Schule, die der Ausbildung in Umweltfragen gewidmet ist, trägt seinen Namen.
Von 1987 bis 1992 war Cederna für die Sinistra Indipendente Mitglied der italienischen Abgeordnetenkammer.
1994 wurde er mit der Goldmedaille des Kultur-Verdienstordens der Republik ausgezeichnet.

## Schriften
- I Vandali in casa (Neuauflage), Laterza, Rom 2006
- Mussolini urbanista (Neuauflage), Corte del Fontego 2006
- La distruzione della natura in Italia, Einaudi, Mailand 1975